# آنتی‌توکسین

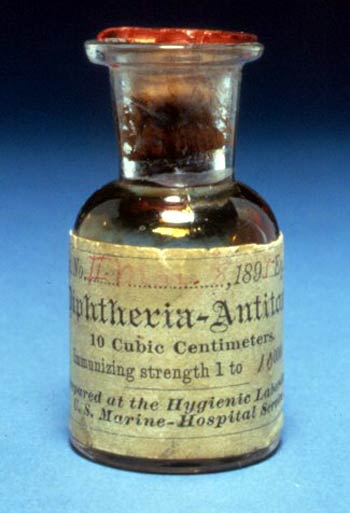
بطری پادزهر دیفتری مربوط به ۱۸۹۵ میلادی

آنتی‌توکسین‌ها پادتن‌هایی هستند که هر یک برای خنثی کردن اختصاصی انواع سم تجویز می‌شوند. قبل از مصرف هر نوع آنتی‌توکسین باید واکنش حساسیتی بیمار نسبت به آن حتماً آزمایش شود. تمام پادزهرها می‌توانند عوارض جانبی از قبیل شوک آنافیلاکتیک، کاهش فشار خون، کهیر، اختلال تنفسی و بیماری سرمی داشته باشند؛ بنابراین آزمون‌های حساسیت داروها باید پیش از مصرف آن انجام شوند.

## انواع آنتی‌توکسین‌ها
- Antiscorpion Venom Serum درمان زهر عقرب‌ها (که باید برای هر منطقه بومی مخصوص عقرب‌های همان منطقه مصرف شود)
- Antisnake Venom Serum درمان زهر مارها
- Botulism Antitoxin E Monovalent و Botolism Antitoxin A+B+E Trivalent پیشگیری پس از آلودگی و درمان بوتولیسم (ناشی از خوردن غذاهای آلوده)
- Diphtherie Antitoxin Equine پیشگیری موقت یا درمان دیفتری
- Gaseous Gangerene Antitoxin درمان قانقاریا
- Tetanus Antitoxin Equine ایجاد ایمنی انتقالی در مقابل کزاز در افراد زخمی